# Боинг 727
Боинг 727 (на английски: Boeing 727) е американски теснофюзелажен самолет с три двигателя, разработен и произвеждан от Боинг (Boeing Commercial Airplanes) от 1960-те години до 1984 г.
Самолетът може да превозва от 149 до 189 пътници, като последните модели могат да летят на разстояние до 5000 km. Предназначен за къси и средни полети, Боинг 727 може да използва относително късите писти на по-малките летища. Той разполага с три двигателя Pratt & Whitney JT8D – по един от всяка страна на задния фюзелаж и един централен, свързан чрез S-образния въздухопровод с входа в основата на вертикалния стабилизатор. Това е единственият масово произвеждан самолет на Боинг с три двигателя.
Боинг 727 се явява наследник на Боинг 707, с който споделя дизайна на горния си фюзелаж и на пилотската си кабина. Вариантът 727-100 прави първия си полет през февруари 1963 г. и е пуснат в експлоатация от Eastern Air Lines през февруари 1964 г. Удълженият вариант 727-200 лети за пръв път през юли 1967 г. и е въведен в експлоатация при Northeast Airlines през декември същата година. Боинг 727 се превръща в опора на американските вътрешни въздушни превози, а също се използва и за международни полети на къси до средни разстояния. Впоследствие е създаден товарен (727-200F) и комби вариант. Боинг C-22 е специално създаден вариант за Военновъздушните сили на САЩ.
Най-много самолети Боинг 727 се произвеждат през 1970-те години, като последната бройка е произведена през 1984 г. Към юли 2018 г. в експлоатация са общо 44 самолета (2 × 727-100 и 42 × 727-200) в 23 авиолинии плюс още няколко частни или държавни самолета. Регулациите на нивата на шума от летищата водят до поставянето на заглушители на самолетите Боинг 727. От 1964 г. насам самолетът е участвал в 118 фатални произшествия. Негови наследници се водят Боинг 737 и Боинг 757-200. Последният пътнически полет на Боинг 727 е от януари 2019 г.